# Neea acuminatissima
Neea acuminatissima är en underblomsväxtart som beskrevs av Paul Carpenter Standley. Neea acuminatissima ingår i släktet Neea och familjen underblomsväxter. Inga underarter finns listade i Catalogue of Life.